# Joița
Joiţa é uma comuna romena localizada no distrito de Giurgiu, na região de Muntênia. A comuna possui uma área de 23.79 km² e sua população era de 3290 habitantes segundo o censo de 2007.